# Freddie Mercury
Freddie Mercury (născut Farrokh Bulsara: ફ્રારુક બલ્સારા‌; n. 5 septembrie 1946, Zanzibar City, Sultanatul Zanzibar – d. 24 noiembrie 1991, Greater London, Anglia, Regatul Unit) a fost un muzician, cântăreț, compozitor și textier, cunoscut ca vocalist al formației britanice de muzică rock Queen.
Mercury a fost recunoscut pentru calitățile vocale remarcabile de tenor (putând cânta și în regim de bariton), acoperind patru octave, cât și pentru prestațiile live. În calitate de compozitor, a compus multe hituri internaționale, printre care se pot enumera Killer Queen, Bohemian Rhapsody, Somebody to Love, We Are the Champions și Crazy Little Thing Called Love.
Freddie Mercury a murit în urma unor complicații ale sistemului imunitar cauzate de infectarea cu virusul care cauzează Sindromul Imunodeficienței Dobândite. În anul 2001 a fost inclus în Rock and Roll Hall of Fame. 
„Marca” Queen a reușit să vândă până în prezent aproape o jumătate de miliard de albume. Trupa a petrecut mai multe săptămâni în UK Album Chart decât oricine altcineva în istoria muzicii, mai mult decât chiar The Beatles. Două dintre cântecele lui Freddie — We Are the Champions și Bohemian Rhapsody — au fost recunoscute drept cele mai bune cântece din toate timpurile de asociații importante precum Sony Ericsson și Guinness World Records.
În 2006, Time Asia l-a clasificat pe Mercury drept una dintre cele mai importante personalități ai ultimilor 60 de ani. Pe de altă parte, Mercury a fost criticat că și-a ținut secretă originea, preferințele sexuale și îmbolnăvirea de SIDA.

## Primii ani

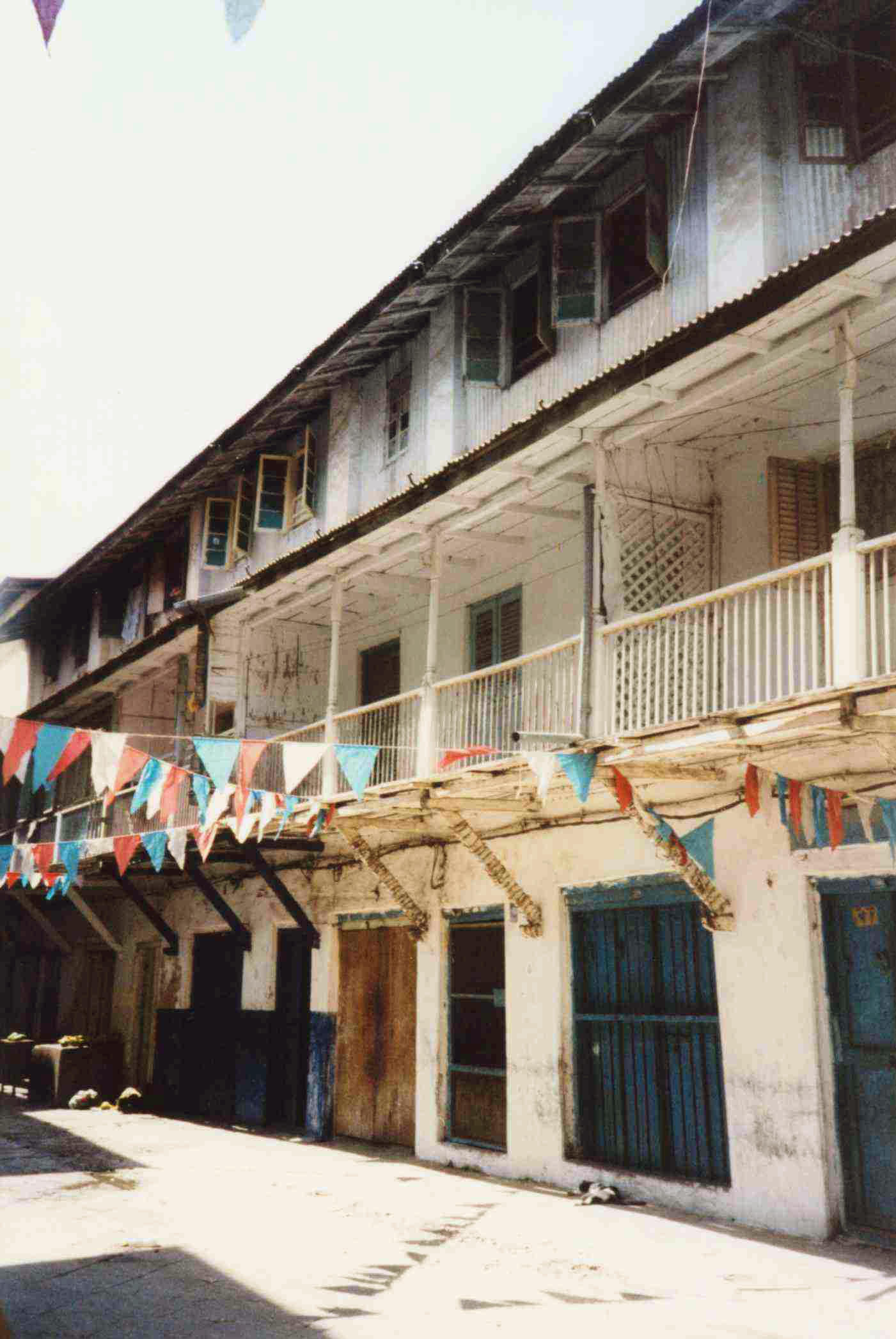
Casa din Zanzibar unde s-a născut și a copilărit Freddie Mercury

Freddie Mercury pe numele său adevărat Farrokh Bulsara, s-a născut pe insula africană Zanzibar, la acea vreme colonie britanică, acum parte a Tanzaniei. Părinții săi, Bomi Bulsara și Jer Bulsara erau perși din India care practicau religia antică zoroastriană. Mercury avea o soră mai mică, pe nume Kashmira.
Mercury a fost trimis în India la vârsta de 7 ani pentru a merge la Saint Peter's Boys School, o școală pentru băieți din Panchgani lângă Bombay. La St. Peter's, a fost un elev strălucit care a excelat la sport și a învățat să cânte la pian. La școală, a format o formație, denumită The Hectics, unde el cânta la pian. Tot la St. Peter's a început să-și spună „Freddie”. Mercury a rămas în India în copilărie, locuind cu bunica și mătușa lui. Și-a completat educația în India la St. Mary's (ISC) High School în Mazagon înainte sa se întoarcă în Zanzibar.
La vârsta de 17 ani, Mercury și familia sa au fost forțați să plece din Zanzibar în Anglia ca rezultat a Revoluției din Zanzibar. Familia s-a mutat într-o casă mică la periferia orașului Feltham în afara Londrei. Mercury s-a înscris la Isleworth Polytechnic (în prezent West Thames College) în Vestul Londrei unde a studiat arta. În cele din urmă, a obținut o diplomă în artă și design grafic la Ealing Art College, folosind ulterior aceste abilități pentru a construi emblema trupei Queen. Mercury a rămas cetățean britanic până la sfârșitul vieții.
După absolvire, Mercury s-a alăturat mai multor formații și a vândut haine second hand în piața Kensington din Londra și a lucrat și la Aeroportul Heathrow. Prietenii din acele vremuri și-l amintesc pe Mercury drept un elev tăcut și timid care se arăta foarte interesat de muzică. În 1969, a devenit membru fondator al formației Ibex, care s-a numit apoi Wreckage. Când aceasta s-a despărțit în luna octombrie a aceluiași an, s-a alăturat formației Sour Milk Sea ca solist. La începutul anului 1970, s-a destrămat și acest grup.
În luna aprilie a aceluiași an, Mercury s-a alăturat chitaristului Brian May și bateristului Roger Taylor, care fuseseră în formația Smile. În ciuda protestelor colegilor săi, Mercury a ales numele „Queen” pentru noua formație. Tot în această vreme și-a schimbat și numele de familie din Bulsara în Mercury.

## Muzician

### Cântăreț

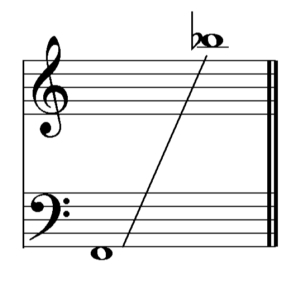
Ambitusul lui Freddie Mercury

Considerat ca fiind unul din cei mai buni cântăreți din toate timpurile, Freddie Mercury avea o voce deosebită și distinctivă, incluzând un ambitus de 4 octave. Deși vorbea pe tonalități de bariton, el cânta majoritatea melodiilor ca tenor. Soprana spaniolă Montserrat Caballé, cu care Mercury a înregistrat un album, a spus că „diferența dintre Freddie și toți ceilalți cântăreți rock este vocea”.

### Compozitor
Mercury a compus zece melodii din cele șaptesprezece de pe albumul „Greatest Hits” al formației Queen: „Seven Seas of Rhye”, „Killer Queen”, „Bohemian Rhapsody”, „Somebody to Love”, „Good Old-Fashioned Lover Boy”, „We Are the Champions”, "Bicycle Race”, „Don't Stop Me Now”, „Crazy Little Thing Called Love”, și „Play the Game”. Dar prin anii optzeci, toți cei patru membri ai formației compuneau hituri. Cel mai notabil aspect al melodiilor sale este faptul că acesta introducea în melodii diverse stiluri de muzică, printre care se numărau rock, heavy metal, pop, dar și disco. În comparație cu mulți compozitori de muzică rock, Mercury tindea să compună melodii complexe. De exemplu, „Bohemian Rhapsody” este compusă din foarte multe note. Pe de altă parte, „Crazy Little Thing Called Love” este alcătuită din foarte puține note. Mercury compunea deseori armonii complicate. El a compus majoritatea melodiilor la pian, alegând deseori note greu de realizat de colegul de trupă, chitaristul Brian May.
Cântărețul Axl Rose (de la Guns N' Roses) vorbea astfel despre talentul de compozitor al lui Mercury: „Dacă nu aveam melodiile lui Freddie Mercury când eram copil, nu știu unde aș fi acum. M-a învățat multe lucruri despre muzică. Mi-a deschis mintea. Nu am avut un profesor mai bun în viață decât el.”

### Cântăreț live

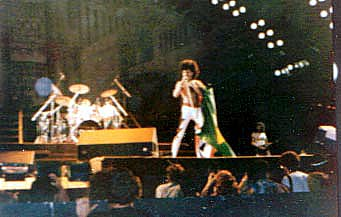
Freddie Mercury cu steagul Braziliei în timpul Rock in Rio concert din 1985

Mercury este recunoscut pentru prestațiile live, care erau de obicei pe stadioane mari. El a arătat un stil teatral care deseori invoca o mare participare a publicului. Una din cele mai notabile performanțe al lui Mercury cu Queen a avut loc la Live Aid în 1985, când un stadion întreg de 72,000 de oamenii au bătut din palme și au cântat. Performanța celor de la Queen la acest eveniment a fost declarată de mulți specialiști drept cel mai bun concert din toate timpurile. Într-o relatare a evenimentelor de la Live Aid în 2005, un critic a scris, „Cei care compun liste cu cei mai buni cântăreți și îi plasează pe Mick Jagger, Robert Plant pe primele locuri fac o mare greșeală. Freddie, evidențiat de prestația de la Live Aid, este de departe cel mai «zeu» dintre toți.”
Formația Queen a fost prima care a cântat pe stadioanele din Africa de Sud pentru audiențe mixte (nesegregate), depășind recordul numărului de oameni prezenți la un concert pe stadionul Morumbi din Sao Paulo în 1981. În 1986, Queen a fost prima care a cântat în spațiul comunist, unde a concertat în fața a 80.000 de oameni la Budapesta. Ultimul concert al lui Mercury cu Queen a avut loc în ziua de 9 august 1986 la Knebworth House în Anglia unde a atras în jur de 150.000 de oameni. Starul rock David Bowie, care a participat la Concertul tribut Freddie Mercury și a înregistrat melodia Under Pressure cu Queen a spus despre Mercury: „Dintre toți cântăreții rock, Freddie a dus-o peste măsură.” ... „A dus-o peste măsură și, desigur, am admirat mereu un bărbat care poarta pantaloni strâmți. L-am văzut într-un concert o singură dată și, după cum se spune, era un om care putea ține mulțimea în propria palmă. Putea oricând să transforme un clișeu într-un avantaj.”

### Instrumentist

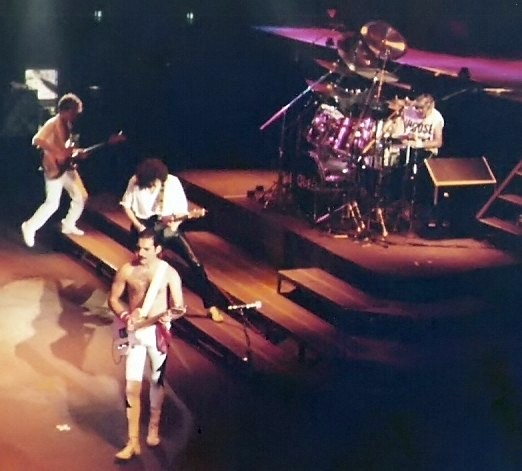
Freddie Mercury la chitară cu Queen în Frankfurt în 1984

Mercury cânta la pian în multe din melodiile cunoscute ale trupei Queen. Artistul folosea mereu piane în concerte, iar în studio cânta la pian, dar și la diverse alte instrumente cu clape, din familia pianului. Începând cu anul 1979 a început să folosească sintetizoare în studio. Fiind un pianist excelent, nu este de mirare că toate contribuțiile sale erau de obicei foarte originale, uneori indicând doar menținerea ritmului. Printre exemplele notabile pot fi enumerate „Killer Queen”, „Bohemian Rhapsody”, „Good Old Fashion Lover Boy”, „We Are the Champions”, „My Melancholy Blues” și „Don't Stop Me Now”, care pare a fi melodia care îi arată cel mai mult talentul de pianist. După spusele colegului de trupă Brian May, Mercury nu era mulțumit de abilitățile sale la pian și a început să nu mai folosească instrumente. Unele din ultimele contribuții la pian ale lui Mercury au fost melodiile „It's a Hard Life” de pe albumul The Works sau „The Miracle” de pe albumul cu același nume.

### Influențe
Ca și tânăr băiat în India, Mercury a primit o pregătire formală la pian până la vârsta de 9 ani. Mai târziu, când locuia în Londra, a învățat să cânte la chitară. Multă dintre muzica care îi plăcea era orientată spre chitară: artiștii lui preferați de atunci erau: the WHO, the Beatles, Jimi Hendrix, David Bowie și Led Zeppelin. Deseori nu avea destulă încredere în abilitățile sale de a cânta la cele două instrumente, iar din începuturile anilor 80 a început să folosească invitați pianiști. Cel mai notabil, Mercury l-a ajutat pe Fred Mandel (un muzician canadian, care a lucrat cu Pink Floyd, Elton John și Supertramp, în primul său proiect solo. Din 1982 Mercury a colaborat cu Morgan Fisher (care a cântat alături de Queen în concert pe parcursul Hot Spice leg), iar începând din 1985 a colaborat cu Mike Moran (în studio)și cu Spike Edney (în concert).
Pe vremea când era copil, Mercury asculta multă muzică indiană, și una din primele lui influențe a fost Lata Mangeshkar, pe care a avut oportunitatea de a o vedea live în India. Conform revistei Record Collector, după mutarea în Anglia, Mercury a devenit fan al lui Jimi Hendrix, John Lennon și The Beatles. Mercury a spus despre Hendrix: „Jimi Hendrix este foarte important. Este idolul meu.” Altă influență a lui Freddie a fost actrița și cântăreața Liza Minnelli. Într-un interviu din 1975, a spus despre Minnelli: „Liza, în termeni de talent, se joacă. Ea are energie și vigoare, pe care o răspândește pe scenă, și felul în care se transmite publicului constituie o bună influență. Se pot învăța multe de la ea.”  În cele din urma, Mercury a fost un fan al lui Elvis Presley. El a scris melodia „Crazy Little Thing Called Love” drept omagiu adus lui Presley și a cântat melodii precum Jailhouse Rock în timpul concertelor.

## Cariera solo
În plus, față de producțiile sub marca Queen, Mercury a lansat două albume solo, Mr. Bad Guy și Barcelona, lansate în 1985, respectiv 1988. Mr. Bad Guy a fost un album orientat mai mult spre pop care includea muzică disco și dance. Albumul Barcelona a fost realizat de Freddie în colaborare cu cântăreața de operă Montserrat Caballé, pe care Mercury o admira mult și demult.
Primul efort al lui Mercury de a produce un proiect solo a fost melodia Love Kills lansată în 1984, dedicată filmului Metropolis, al lui Fritz Lang, din anul 1926. Melodia, produsă de Giorgio Moroder, a debutat pe locul 10 topurile britanice (UK charts).
Deși a debutat în top zece din UK Album Chart, Mr. Bad Guy nu a fost considerat a fi un succes comercial în comparație cu albumele Queen. În 1993, un remix al melodiei „Living on My Own”, un single de pe album, a ajuns pe locul 1 în UK Singles Chart. Cu această melodie Mercury a câștigat trofeul Ivor Novello Award. Criticul Ed Rivadavia descrie Mr. Bad Guy ca fiind „uluitor de la început la sfârșit” și și-a exprimat părerea că Mercury „a explorat cu acest album tărâmuri neatinse”. În mare, în album au fost des folosite sintetizoare într-un mod necaracteristic pentru Queen, având însă influențe de pe albumele Queen: Hot Space și porțiuni de pe albumul The Works.
Barcelona, cântec înregistrat cu soprana spaniolă Montserrat Caballé, combină elemente de muzică modernă și muzică de operă. Mulți critici au fost nesiguri ce să comenteze despre album, iar un critic a numit albumul ca fiind „cel mai bizar album al anului”. Caballé, pe de altă parte, consideră albumul ca fiind unul din cele mai mari succese ale carierei sale. Melodia „Barcelona” a debutat pe locul 8 în UK charts și a fost un mare hit în Spania.
În plus față de cele două albume solo, Mercury a lansat alte single-uri, incluzând versiunea proprie a hitului „The Great Pretender” de The Platters, melodie care a debutat pe locul 5 în Anglia. în septembrie 2006, o compilație cu melodii realizate de Mercury în cariera sa solo a fost lansată în onoarea a cea ce ar fi fost împlinirea de 60 de ani ai artistului. Albumul a debutat pe locul 10 în UK Album Chart.
Peste mai mulți ani, unele albume ale lui Mercury au crescut mult în valoare. De exemplu, un single japonez a melodiei „Guide Me Home” de pe albumul Barcelona valorează acum aproape 1.000 de lire sterline (2.000 de dolari).

## Viața personală
La începutul anilor 1970, Mercury avea o relație de lungă durată cu prietena Mary Austin, cu care locuia de mulți ani. Oricum, pe la mijlocul anilor 1970 cântărețul a început o relație cu un producător de la Elektra Records, ceea ce a rezultat finalul relației sale cu Austin. Cei doi au rămas însă prieteni de-a lungul anilor, iar Mercury adesea a spus despre Austin că a fost singurul prieten adevărat. Într-un interviu din 1985, Mercury a spus despre Austin, „Toate iubirile mele m-au întrebat de ce nu o pot înlocui pe Mary (Austin), dar este pur și simplu imposibil. Singurul prieten pe care îl am este Mary, și nu vreau pe altcineva. Pentru mine, ea a fost precum o nevastă. Pentru mine a fost precum o căsătorie. Credem unul în celălalt, este destul pentru mine. Nu aș putea să mă îndrăgostesc de un bărbat așa cum am iubit-o pe Mary.” Mercury a scris multe melodii despre Austin cea mai notabilă fiind "Love Of My Life." 
La începutul anilor 1980, a avut o relație amoroasă cu actrița austriacă Barbara Valentin, care a apărut în videoclipul piesei „It's a Hard Life”. În 1985, își începuse deja o nouă relație pe termen lung cu Jim Hutton, un coafor. Hutton, care a descoperit la rândul său, în 1990, că este seropozitiv, a trăit cu Mercury în ultimii șase ani ai vieții acestuia, l-a îngrijit când a fost bolnav și a fost prezent lângă patul lui când a murit. Hutton a susținut că Mercury a murit purtând o verighetă pe care i-o dăduse el. Hutton a murit de cancer la 1 ianuarie 2010.
Deși și-a cultivat o personalitate de scenă extravagantă, Mercury era timid și retras, mai ales în preajma persoanelor pe care nu le cunoștea bine. El a dat foarte puține interviuri. Odată, el a spus despre el însuși: „când cânt, sunt extrovertit, dar pe dinăuntru sunt cu totul alt om”.

## Moartea
Conform cărții lui Jim Hutton, Mercury and Me, Mercury a fost diagnosticat cu SIDA în primăvara anului 1987, puțin după Paște. În același an, Mercury a declarat că testul său a ieșit negativ. În ciuda negațiilor, presa britanică a continuat zvonurile în anii următori, din cauza stării psihice și aparenței fizice a lui Mercury, din ce în ce mai slăbit și mai subțire, precum și din cauza lipsei de turnee a celor de la Queen. Până la sfârșitul vieții sale, Mercury fusese urmărit de fotografii de scandal, de tip paparazi, în timp ce tabloidul The Sun susținea că Mercury este grav bolnav. Apariția sa din ultimul său videoclip, „These Are the Days of Our Lives”, le-a confirmat suspiciunile.
Mercury a continuat să înregistreze melodii în studio până cu o lună înainte de a muri în noiembrie 1991. În ultimul său an de viață, Queen era la apogeul succesului, albumul Innuendo intrând în topurile britanice pe locul întâi și vânzându-se în 250.000 de exemplare doar în prima săptămână de la lansare.
Pe data de 22 noiembrie, 1991, Mercury l-a chemat pe managerul trupei Queen la el acasă în Kensington, pentru a discuta o declarație publică. A doua zi, 23 noiembrie, următorul anunț a fost făcut din partea lui Freddie Mercury:
| “ | „În urma relatărilor din presă din ultimele două săptămâni, doresc să confirm că am fost testat seropozitiv și că am SIDA. Am simțit că este corect să țin această informație doar pentru mine până acum pentru a proteja intimitatea celor din jurul meu. Acum a venit timpul pentru ca prietenii și fanii mei din toată lumea să afle adevărul și sper că toată lumea se va alătura doctorilor mei în lupta acestei boli teribile. Intimitatea a fost mereu specială pentru mine și sunt cunoscut pentru lipsa de interviuri. Vă rog să înțelegeți că această politică va continua.” | ” |

Puțin după 24 de ore de la declarația de presă, Mercury a murit pe data de 24 noiembrie 1991 la vârsta de 45 de ani. Cauza decesului a fost bronhopneumonie cauzată de SIDA. Deși el nu participase de ani de zile la slujbe religioase, înmormântarea lui Freddie a fost făcută de un preot zoroastrian. Cântărețul Elton John și membrii rămași din formația Queen au luat parte la înmormântare. El a fost incinerat la cimitirul Kensal Green, iar cenușa sa a fost împrăștiată pe malurile lacului Geneva, lângă Montreux, Elveția, locul unde Freddie și-a petrecut ultimii ani din viață. Prin testament, Mercury i-a lăsat lui Austin jumătate din avere, iar cealaltă jumătate părinților și surorii lui. El i-a mai lăsat bucătarului său 500.000 de lire, 500.000 de lire asistentului, 100.000 de lire șoferului și 500.000 de lire partenerului său Jim Hutton. Mary Austin a moștenit casa acestuia, unde locuiește acum împreună cu familia sa.

## Critica și controversa
Deși Queen avea mult succes comercial, formația primea impresii slabe de la criticii rock și de la reviste precum NME și Rolling Stone. Începând cu anii '70, mulți critici au îmbrățișat mișcarea punk rock. Un critic de la Rolling Stone și-a spus părerea despre albumul trupei din 1974: Queen II (jumătate a fost scris de Mercury) a avut „complexitate compoziționala abruptă și fără rost, și lipsă de melodie.”

### În legătură cu orientarea sexuală și SIDA
Mercury era bisexual recunoscut. Deși unii critici au susținut că el a ascuns publicului orientarea sa sexuală. .
Adesea se distanța de partenerul lui, Jim Hutton, în timpul evenimentelor mondene din anii 1980. Un ziarist de la o publicație online pentru homosexuali considera că publicul ar fi fost excesiv de naiv în această chestiune: „... orientarea sa sexuală pare să fi trecut vreme de zeci de ani peste capetele publicului și analiștilor care îl priveau (homo- și heterosexuali)”. John Marshall de la Gay Times scria și el în 1992: „nu se temea să-și exprime public homosexualitatea, dar nu era dispus să-și analizeze sau să-și justifice «stilul de viață» ... Freddie Mercury parcă spunea lumii: «Sunt ceea ce sunt. Și ce?» Asta în sine era pentru mulți o declarație.”
Mercury și-a ascuns publicului infectarea cu HIV timp de mai mulți ani, și s-a sugerat că ar fi putut strânge mulți bani pentru cercetările în domeniu și ar fi mediatizat flagelul vorbind sincer despre situația sa și despre lupta cu boala.

### Etnicitatea
Mercury a fost criticat pentru faptul că și-a ascuns etnicitatea indiană de public. Colegul de trupă Roger Taylor a sugerat că Mercury a făcut acest lucru pentru că acesta considera că nu se potrivește cu statutul său de persoană publică.

### Controverse
Mercury și Queen au fost aspru criticați la mijlocul anilor 1980 pentru faptul că au susținut concerte în Sun City, provincia North West, un complex luxos turistic din Africa de Sud. În ciuda faptului că muzicienii britanici au dorit să cânte, au prevăzut în contract și au cântat în fața unor audiențe mixte, ne-segregate, ca rezultat a acestor spectacole, formația Queen și componenții săi au fost plasați de Națiunile Unite pe lista neagră a artiștilor care au încălcat boicotul regimului de apartheid și au fost aspru criticați în reviste precum NME. Criticii de specialitate și publicul american i-au ignorat apoi pe Mercury, Deacon, May și Taylor până în 1991, anul morții lui Freddie, după care refluxul refuzului și ignorării lor a devenit fluxul creșterii extraordinare a recunoașterii celor patru muzicieni.  
Controversele au reapărut în 1999 când pe timbrele regale al Regatului Unit a apărut în onoarea lui Mercury timbrul Millennium Stamp, timbru pe care apărea Mercury. Un jurnalist și-a exprimat părerea că Mercury avea „un stil de viață degenerat”, făcându-l nepotrivit pentru timbru. Tot din cauza timbrului au apărut și mai multe controverse pentru că pe fundal apărea și membrul trupei Queen, Roger Taylor. La acea vreme, membrii familiei regale erau singurele persoane care apăreau pe timbrele din Regatul Unit, deși acest lucru s-a schimbat de atunci.
O altă controversă a apărut în august 2006, când organizația numită Islamic Mobilization and Propagation a adresat o petiție ministerului culturii din Zanzibar, ca marea sărbătoare a ceea ce ar fi fost a 60-a aniversare a lui Mercury să fie anulată. Organizația s-a plâns de diverse aspecte ale organizării evenimentului, incluzând că Mercury nu a fost un adevărat zanzibarian și că acesta a trăit o viață homosexuală care nu respectă legile islamului, religia dominantă a insulei. Organizația pretindea că asocierea lui Mercury cu Zanzibar degradează insula. Sărbătoarea a fost prin urmare anulată.

## Moștenirea lăsată

### Popularitate
În Regatul Unit, formația Queen a petrecut mai multe săptămâni în topurile britanice decât orice altă formație sau cântăreț (inclusiv Beatles și Elvis Presley), în timp ce albumul Greatest Hits este cel mai vândut album din toate timpurile în Anglia.
După mai multe estimări, vânzările mondiale ale trupei sunt de aproximativ jumătate de miliard de copii. 
Două dintre melodiile lui Mercury, „We Are the Champions” și „Bohemian Rhapsody”, au fost votate ca fiind cele mai bune melodii din toate timpurile în diverse sondaje importante susținute de Sony Ericsson și Guinness World Records. Primul a fost pentru a determina melodia preferată la nivel mondial, iar al doilea sondaj pentru cea mai populară melodie în Regatul Unit.
Cauza creșterii popularității formației Queen după moartea lui Mercury este necunoscută. În Statele Unite, unde popularitatea celor de la Queen scăzuse în anii 1980, din motive prezentate, vânzările albumelor au crescut fabulos în 1992, în următorul an de la moartea lui Mercury. În 1992, un critic a spus că faptul că formația Queen și-a pierdut un membru și astfel a devenit „fost star” a crescut popularitatea grupului în SUA. În aceeași perioadă, a fost lansat filmul Wayne's World, care includea melodia „Bohemian Rhapsody”, în timp ce toate albumele Queen erau refăcute pentru CD-uri în Statele Unite.

### Omagiu

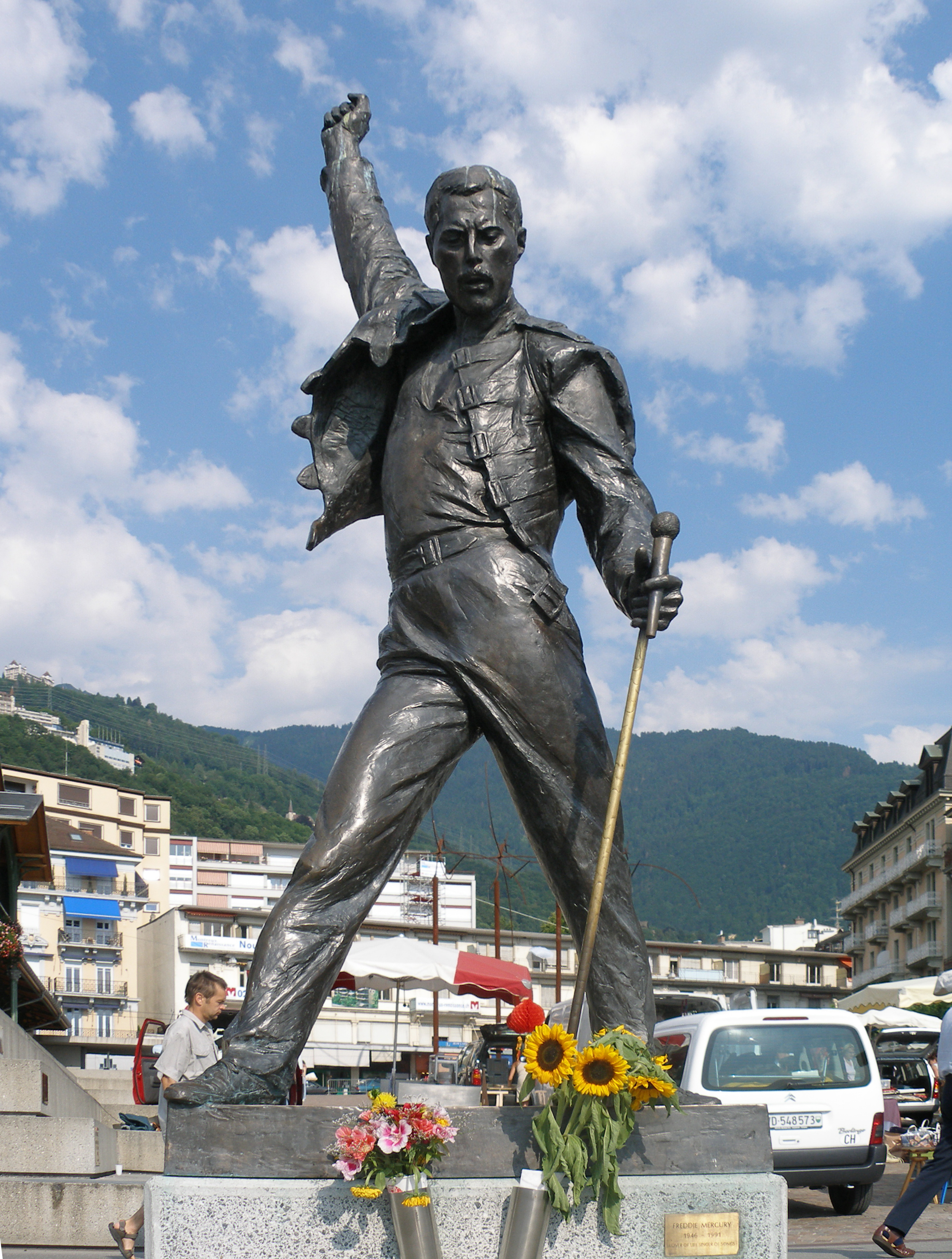
Statuia lui Freddie Mercury din Montreux, Elveția.

- În Montreux, Elveția, a fost dezvelită o statuie a lui Freddie Mercury realizată de Irena Sedlecka, ca omagiu adus artistului. Începând cu anul 2003, fani din întreaga lume se adună anual că să aducă un omagiu cântărețului în zilele de 1 și 2 septembrie.[94] Un timbru regal a fost tipărit în onoarea lui Freddie, timbrul făcând parte din seria Millennium Stamp.[95]
- Un asteroid din centura principală, descoperit la Observatorul La Silla din Chile, în anul decesului lui Freddie Mercury, a primit denumirea de 17473 Freddiemercury, în onoarea acestuia, cu prilejul celei de-a 70-a aniversări a zilei sale de naștere.
- În anul 2016, cu ocazia celei de-a 70-a aniversări a zilei de naștere a artistului, sora lui Freddie Mercury, Kashmira Cooke împreună cu chitaristul Brian May au dezvelit o placă memorială, pentru comemorarea artistului, situată la casa acestuia din Londra.

### Importanța în istoria SIDA
Moartea lui Freddie Mercury a reprezentat un moment important în istoria SIDA.
În primăvara anului 1992, membrii rămași în viață din formația Queen au fondat The Mercury Phoenix Trust și au organizat Concertul tribut Freddie Mercury pentru prevenirea SIDA. Concertul, care a avut loc pe Wembley Stadium în fața a 72.000 de oameni, a inclus nume mari din lumea muzicii, precum: Robert Plant, Extreme, Elton John, Metallica, David Bowie, Annie Lennox, Tony Iommi, Guns N' Roses, Elizabeth Taylor, George Michael, Def Leppard și Liza Minnelli. Concertul a fost transmis în 76 de țări și a înregistrat o audiență de peste 1 miliard de telespectatori.

### Apariții pe liste de persoane notabile
Mai multe sondaje de opinie efectuate în primul deceniu al secolului al XXI-lea arată că reputația lui Freddie Mercury a crescut după moartea sa. Într-un sondaj din 2002 realizat cu scopul de a afla care este considerat a fi cel mai mare britanic din istorie, Mercury a ieșit pe locul 58 la emisiunea 100 Greatest Britons, realizată de BBC. El figurează și pe locul 52 într-un sondaj național japonez din 2007 al „celor mai influenți 100 de eroi”. Deși fusese criticat de activiștii pentru drepturile homosexualilor pentru că și-a ascuns boala, autorul Paul Russell l-a inclus pe Mercury în cartea sa The Gay 100: A Ranking of the Most Influential Gay Men and Lesbians, Past and Present. (Cei 100 de homosexuali: un clasament al celor mai influenți homosexuali și lesbiene din prezent și trecut) Printre alți artiști de pe lista lui Russell se numărau și Liberace și Rock Hudson. În 2006, revista Time Asia l-a denumit „unul din cei mai influenți eroi asiatici din ultimii 60 de ani”: articolul scria despre Mercury că a „realizat în muzica pop ceea ce alți indieni—cum ar fi Salman Rushdie și Vikram Seth – au realizat în literatură: au luat arta colonizatorului și au reprezentat-o într-o manieră mai bogată și mai sclipitoare decât credeau alți anglofoni că se poate.” În 2008, revista Rolling Stone l-a clasat pe Mercury pe locul 18 în lista primilor 100 de cântăreți din toate timpurile.
Apariții în filme și televiziune
Filmul biografic "Bohemian Rhapsody" din 2018 a fost, la data apariției, cel mai mare brut muzical biografic din toate timpurile. Mercury a fost jucat de Rami Malek, care a primit premiile: Academy, BAFTA, Golden Globe și Screen Actors Guild pentru cel mai bun actor, în performanța sa. Deși filmul a primit păreri mixte și inexactități istorice, a câștigat Golden Globe pentru Best Motion Picture-Drama.
Mercury a apărut ca și caracter suport în drama televizată BBC, Best Possible Taste: The Kenny Everett story, difuzată pentru prima oară în octombrie 2012. A fost jucat de actorul James Floyd. A fost jucat de actorul John Blunt în Marea Britanie pe Channel 5, în noiembrie 2016.Chiar dacă programul a fost criticat pentru atenția asupra vieții amoroase și sexuale ale cântărețului, performanța lui Blunt și asemănarea cu cântărețul a primit laude.